# Craugastor stadelmani
Craugastor stadelmani är en groddjursart som först beskrevs av Schmidt 1936.  Craugastor stadelmani ingår i släktet Craugastor och familjen Craugastoridae. IUCN kategoriserar arten globalt som akut hotad. Inga underarter finns listade i Catalogue of Life.